# Carl Clemens Bücker
 (mars 2017).
Si vous disposez d'ouvrages ou d'articles de référence ou si vous connaissez des sites web de qualité traitant du thème abordé ici, merci de compléter l'article en donnant les références utiles à sa vérifiabilité et en les liant à la section « Notes et références ».
Pour les articles homonymes, voir Bücker.
Carl Clemens Bücker (* 11 février 1895 à Ehrenbreitstein près de Coblence, † 3 mars 1976 à Mölln) était un pilote, concepteur d’avions et entrepreneur allemand. Il devint mondialement connu pour ses appareils de voltige et d'écolage développés dans les années 1930 Bü 131 et Bü 133.

## Biographie
Carl Bücker naquit en 1895, son père était le médecin d’état-major le Dr Georg Bücker et sa mère Luise, née Ladner. Il fit sa scolarité à Münster puis au lycée Kaiserin-Augusta de Coblence. Il termine sa scolarité en 1912 entre comme élève-officier dans la marine impériale à Kiel le 1er avril de la même année. Il termine sa formation comme enseigne de vaisseau (Leutnant zur See) et s’engage comme officier de quart sur le paquebot Kaiser Karl der Große (Charlemagne).
En 1914, il fait une formation de pilote et effectue des missions à partir de List (sur l’île de Sylt), Heligoland et Zeebruges. Il est ensuite muté au centre d’essai d’hydravions (Seeflieger-Versuchskommando) de Warnemünde où il rencontre le concepteur d’avions Ernst Heinkel. Bücker quitte l’armée en 1919 et tente sa chance pendant quelque temps comme transitaire sur un cotre en mer Baltique.
Vers 1920, il émigre en Suède et y travaille comme pilote, puis comme pilote d’essai et conseiller auprès de la Marine. Il acquiert la nationalité suédoise un an plus tard et fonde à Lindigö près de Stockholm avec l’aide de Ernst Heinkel la société Svenska Aero AB qui fabriquera sous licence par la suite des avions Heinkel. En 1927, Bücker construit l’avion polyvalent Svenska Pirat, puis l’avion école Svenska Falken et enfin le chasseur Svenska Jaktfalk qui sera construit en 18 exemplaires et restera en service dans l’armée de l’Air suédoise jusqu’en 1941.
Sa société doit déposer son bilan en décembre 1932 et Bücker retourne en Allemagne où il fonde à Berlin-Johannisthal le 3 octobre 1933 la société Bücker Flugzeugbau GmbH. Le chef du bureau d’études, Anders J. Anderson, qui l’a suivi en Allemagne dessine le Bü 131 Jungmann, qui connaît un certain succès international mais est boudé par le RLM. Ce n’est qu’après que cet avion fut plébiscité à l’étranger que la Luftwaffe s’en servit pour former ses pilotes. La même aventure arriva au modèle suivant, le Bü 133 Jungmeister. Ces deux types d’appareil continuent de voler de nos jours.
À partir de 1935, la société Bücker est de plus en plus impliquée dans l’effort de guerre. Il doit commencer par fabriquer 85 exemplaires de l’appareil concurrent Focke-Wulf Fw 44 et assurer la maintenance et les réparations d’avions de reconnaissance He 46. Plus tard, il fabrique également des planeurs de fret DFS 230 et des éléments du Stuka Ju 87 et du chasseur Bf 109.
En 1939, Bücker connaît à nouveau le succès avec son Bü 181 Bestmann car cet avion devient l’appareil de formation et d’entraînement standard de la Luftwaffe.
En avril 1945, Bücker part pour Hambourg peu avant l’arrivée de l’Armée rouge. Il rejoindra plus tard Bonn où il sera concessionnaire de Saab en Allemagne pendant quelque temps. Sa tentative de faire acheter par la nouvelle Luftwaffe de la Bundeswehr l’avion Safir que vient de dessiner son ami Anderson chez Saab échoue. Seule la Lufthansa en achète deux pour la formation de ses pilotes. En coopération avec la société Josef Bitz d’Augsbourg, vers la fin des années 1950, il essaie sans succès de lancer la fabrication d’une petite série de Jungmann et de Jungmeister.
Son épouse Hermine, née Jungbeck, meurt en 1965. Bücker passe les dernières années de sa vie dans un foyer à Mölln-Lauenberg. Il meurt le 3 mars 1976. Conformément à ses dernières volontés, son corps repose désormais au grand cimetière de Coblence.